# This Is Not Hollywood
This Is Not Hollywood (Originaltitel: Avetrana: Qui non è Hollywood) ist eine italienische Miniserie, die auf dem Buch Sarah: la ragazza di Avetrana von Carmine Gazzanni und Flavia Piccinni basiert, welches das Verschwinden und den Mord an der 15-jährigen Sarah Scazzi behandelt. Die Miniserie wurde im Rahmen der 19. Ausgabe des Rome Film Festival uraufgeführt. In Italien fand die reguläre Veröffentlichung der Miniserie am 30. Oktober 2024 durch Disney+ als Star Original statt. Im deutschsprachigen Raum erfolgte die Erstveröffentlichung der Miniserie am 20. November 2024 durch Disney+ via Star.

## Handlung
Die Miniserie beschäftigt sich mit dem Verschwinden und dem Mord an der 15-jährigen Sarah Scazzi aus Avetrana, einer kleinen italienischen Gemeinde in der Provinz Tarent. Der Fall erregte in Italien großes Medieninteresse und mündete in einer skandalösen Ausgabe der Sendung Chi l’ha visto?, die in der breiten Öffentlichkeit Empörung auslöste und zu Kritik an den Medien und ihrem Umgang mit dem Fall führte. Jede Episode wird aus der Perspektive einer anderen in den Fall verwickelten Person erzählt. Die Erzählung erfolgt aus der Sicht von Sarah Scazzi, ihrer Cousine Sabrina Misseri, ihrem Onkel Michele Misseri und ihrer Tante Cosima Serrano.

## Besetzung und Synchronisation
Die deutschsprachige Synchronisation entstand nach den Dialogbüchern von Felix Strüven sowie unter der Dialogregie von Anja Topf durch die Synchronfirma Studio Hamburg Synchron in Hamburg.
| Rolle                     | Schauspieler      | Synchronsprecher      |
| ------------------------- | ----------------- | --------------------- |
| Sarah Scazzi              | Federica Pala     | Emily Seubert         |
| Sabrina Misseri           | Giulia Perulli    | Runa Pernoda Schaefer |
| Michele Misseri           | Paolo De Vita     | Achim Buch            |
| Cosima Serrano            | Vanessa Scalera   | Ulrike Johannson      |
| Concetta Serrano Spagnolo | Imma Villa        | Katrin Decker         |
| Ivano Russo               | Giancarlo Commare | Alexander Merbeth     |
| Mariangela Spagnoletti    | Ilaria Martinelli | Annika Tenter         |
| Claudio Scazzi            | Leonardo Bianconi | Toni Michael Sattler  |
| Alessio Pisello           | Lorenzo Sepalone  | Heiner Kock           |
| Massimiliano              | Antonio Anzilotti | Christopher Groß      |
| Stefania                  | Sara Buccarella   | Sarah Diener          |
| Angela                    | Miriam Pallotta   | Angelina Kamp         |

## Episodenliste
| Nr. | Deutscher Titel | Originaltitel | Erstveröffentlichung (Italien) | Deutschsprachige Erstveröffentlichung (D/A/CH) |
| --- | --------------- | ------------- | ------------------------------ | ---------------------------------------------- |
| 1   | Sarah           | Sarah         | 30. Okt. 2024                  | 20. Nov. 2024                                  |
| 2   | Sabrina         | Sabrina       | 30. Okt. 2024                  | 20. Nov. 2024                                  |
| 3   | Michele         | Michele       | 30. Okt. 2024                  | 20. Nov. 2024                                  |
| 4   | Cosima          | Cosima        | 30. Okt. 2024                  | 20. Nov. 2024                                  |

## Streitfall
Ursprünglich war die reguläre Veröffentlichung der Miniserie in Italien und im deutschsprachigen Raum für den 25. Oktober 2024 auf Disney+ unter dem Titel This Is Not Hollywood: Avetrana (Originaltitel: Avetrana: Qui non è Hollywood) geplant, musste aber aufgrund eines Gerichtsbeschlusses vom 23. Oktober vorerst ausgesetzt werden. Die Gemeinde Avetrana, vertreten durch den Bürgermeister Antonio Iazzi, beantragte bei einem Gericht in Tarent erfolgreich die Aussetzung der Veröffentlichung der Miniserie, um das Material dieser prüfen zu können, da die Gemeinde befürchtete, dass von ihr in der Miniserie ein falsches Bild gezeichnet werden könnte und die Veröffentlichung negative Folgen für die Gemeinde haben könnte. Am 29. Oktober 2024 wurde angekündigt, dass die Miniserie in Italien am 30. Oktober 2024 veröffentlicht werden soll. Der italienische Titel der Miniserie wurde in Qui non è Hollywood und der englische Titel in This Is Not Hollywood geändert. Auch die Grafiken zur Miniserie, die Untertitel und die Titeleinblendungen wurden auf Disney+ ausgetauscht beziehungsweise entsprechend angepasst.